# 本因坊知伯
本因坊知伯（1710年—1733年8月20日）本姓井口，法名日了，生於武藏國多摩郡井草村，日本江戶時代圍棋棋士。六世本因坊，棋力六段。

## 生平
知伯父親井口半衛門為普通百姓，母親為五世本因坊道知的姊姊，自幼受道知指導圍棋。1721年道知繼任為名人碁所，隔年立十三歲四段格的知伯為跡目，同年知伯開始出賽御城碁。1726年，知伯升上六段，並獲賜十人扶持、住屋。翌年，道知忽然食物中毒去世，三個月後知伯繼任為六世本因坊。
1733年8月20日知伯不慎跌倒而昏迷，急救無效後不久去世，得年二十四歲。由於去世時過於年輕，尚未立跡目，若是無人繼承，被官方知曉，本因坊家恐被取消家元。在其他幾家努力下，表面上維持知伯尚在世，並以知伯名義向寺社奉行申請立知伯首席弟子，十八歲五段的佐藤秀伯為跡目；秀伯被立為跡目需至官方認證，但是當時秀伯回鄉探望，遠在陸奧國，三家努力拖延時間，最後9月8日秀伯趕回江戶成為跡目；不久發出知伯去世訃聞，並於11月6日秀伯繼任為七世本因坊。
知伯去世後葬於江戶妙正寺，其墓所1983年被杉並區指定為市町村級的史跡文化財產；另外本因坊家歷代墓所江戶本妙寺亦有其墓碑。本因坊家六世知伯、七世秀伯、八世伯元均早逝，棋力都只有六段，被視作本因坊家中衰、日本圍棋史上低潮的時期。

## 歷年御城碁成績
- 1722年　對井上策雲因碩　黑六目勝
- 1723年　對林因竹門入　　持黑和棋
- 1725年　對井上跡目友碩　黑一目敗
- 1725年　對林跡目因長　　受二子六目勝
- 1726年　對井上策雲因碩　持黑和局
- 1727年　對安井仙角　　　持黑和局
- 1728年　對林因長門入　　黑二目勝
- 1730年　對井上跡目春碩　白四目敗
- 1731年　對井上跡目春碩　黑三目勝
- 1733年　對井上跡目春碩　白四目敗

## 外部連結
- 日本圍棋故事